# Fagertärn (naturreservat)
Fagertärn är ett naturreservat i Askersunds kommun i Örebro län.
Området är naturskyddat sedan 1983 och är 35 hektar stort. Reservatet omfattar sjön Fagertärn och dess stränder. Reservatet har bildats för att skydda de röda näckrosorna i sjön.